# ヴァイオリンソナタ第23番 (モーツァルト)
ヴァイオリンソナタ第23番ニ長調K.306 (300i)は、モーツァルトが作曲した30番目のヴァイオリンソナタ。K.55～K.61までの偽作（K.61はヘルマン・フリードリヒ・ラウパッハの作品）を含めると第30番となる。

## 概要
ヴァイオリンソナタ第28番 K.304と同じ1778年の夏にパリで作曲されたこの作品は、内向的な第28番とは対照的にピアノとヴァイオリンが華やかに競い合う作品であり、派手ともいえる華々しい表現効果と共に、動的で輝かしい協奏曲風の性格が浮き彫りにされている。イギリスの作曲家・音楽学者のフィリップ・ウィルビーは、同年パリに渡る前にマンハイムで作曲したものの第1楽章のスケッチのみの未完に終わったヴァイオリンとピアノのための協奏曲 ニ長調 K.Anh.56 (315f) のスケッチを転用したのではないかと考えて、第1楽章のスケッチを補筆するとともにこの作品の第2・3楽章を編曲して転用した。
ヴィルトゥオーソ・スタイルのソナタであり、その華麗でスケールの大きい音の世界は、同じ調性による交響曲第31番「パリ」を連想させるといえる。
なお、この作品は全6曲の「マンハイム・ソナタ」（現在のK.301からK.306）として作曲されてパリで出版されており、この曲集はバイエルン選帝侯カール・テオドール妃マリア・エリーザベトに献呈された。

## 構成
第1楽章　アレグロ・コン・スピーリト
ニ長調、4分の4拍子。3つの主題を用いたソナタ形式による楽章。
第2楽章 アンダンテ・カンタービレ
ト長調、4分の3拍子。ソナタ形式による緩徐楽章。
第3楽章　アレグレット
ニ長調。自由なロンド形式によるフィナーレ。アレグレット・4分の2拍子とアレグロ・8分の6拍子のエピソードが交錯する。 47小節に及ぶピアノ主体のカデンツァの後に2つの主題により華麗に終結する。